# Metsimotlhabe
Metsimotlhabe es una ciudad situada en el Distrito de Kweneng, Botsuana. Se encuentra a 20 km al noroeste de Gaborone, en la carretera de Gaborone a Molepolole. Tiene una población de 8.884 habitantes, según el censo de 2011.